# Schuylkill Haven
Schuylkill Haven es un borough ubicado en el condado de Schuylkill en el estado estadounidense de Pensilvania. En el año 2000 tenía una población de 5.548 habitantes y una densidad poblacional de 1,509 personas por km².

## Geografía
Schuylkill Haven se encuentra ubicado en las coordenadas 40°37′41″N 76°10′21″O / 40.62806, -76.17250.

## Demografía
Según la Oficina del Censo en 2000 los ingresos medios por hogar en la localidad eran de $32,442 y los ingresos medios por familia eran $41,286. Los hombres tenían unos ingresos medios de $33,047 frente a los $20,582 para las mujeres. La renta per cápita para la localidad era de $16,804. Alrededor del 8.5% de la población estaba por debajo del umbral de pobreza.